# Universum Film AG

UFA logo.

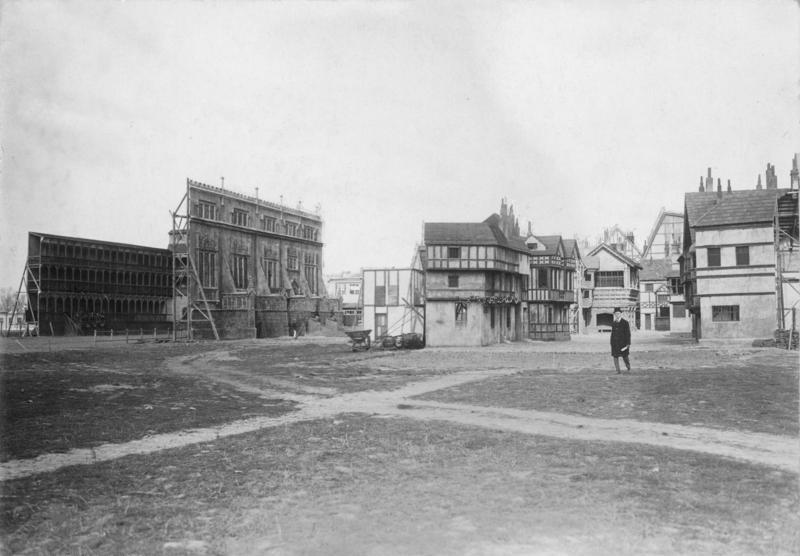
Kulissbyggen i Ufa:s filmstad i Tempelhof, 1920.

Universum Film AG, kortform Ufa, tysk filmkoncern, en av världens största filmkoncerner under mellankrigstiden, idag UFA Film & TV Produktion GmbH.

## Historia
Ufa var en av världens stora filmkoncerner fram till andra världskriget. Studiorna i Babelsberg utanför Berlin var Europas Hollywood och togs efter kriget över av DDR:s filmbolag DEFA. Ufa har även blivit känt för sina stora biografer, med namnet Ufa Filmpalast.

### Ufa grundas
Ett första steg till grundandet av Ufa var Bild- und Filmamt (Bufa) som grundades 13 januari 1917 av den tyska generalstaben (Oberste Heeresleitung). Uppgiften var att bygga upp även en tysk filmindustri för den psykologiska krigföringen, ett område där man sett fiendens försprång. Den tyska generalstabens planer, framförallt Erich Ludendorffs, gick dock längre än i skapandet av Bufa. Ludendorff såg en stor filmkoncern, styrd av staten, som skulle tjäna nationella intressen. Under dessa förespeglingar grundades Universum-Film AG (Ufa) 18 december 1917 i Berlin genom sammanslagningen av privata filmföretag. Företagets startkapital var på 7 miljoner riksmark med den tyska riksregeringen, krigsministeriet och Deutsche Bank som delägare. Styrelseordförande blev Deutsche Banks direktör Emil Georg von Stauß. Istället för ett nytt hade generalstaben till en början en tanke på att överta det 1916 grundade Deutsche Lichtbild-Gesellschaft e.V. (DLG), men företaget stod starkt under den tunga industrins och Alfred Hugenbergs inflytande, vilket inte tilltalade Ludendorffs intressen.

### Stumfilmstiden 1918–1930

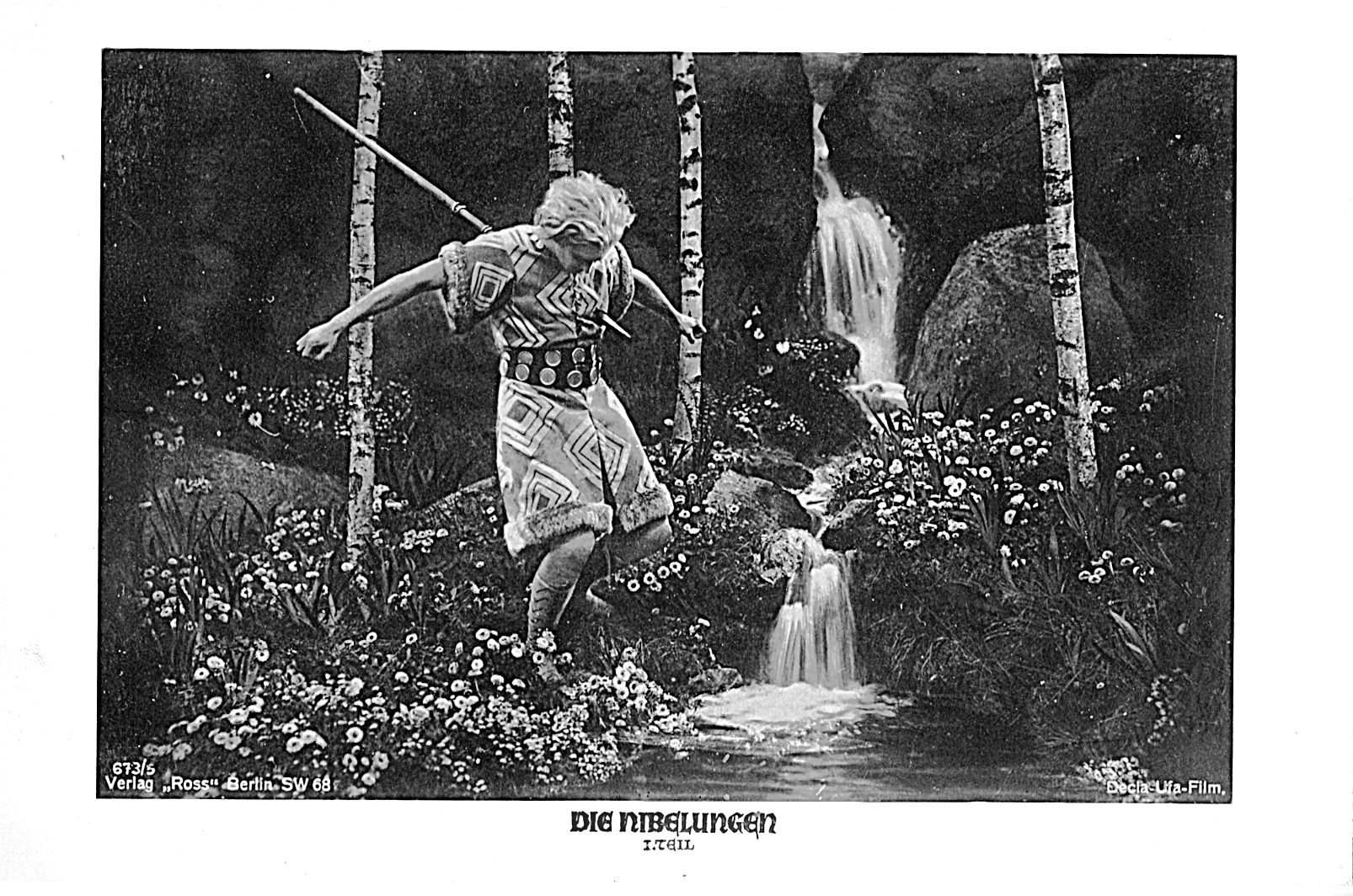
Siegfrieds död, stillbild ur Die Nibelungen 1924.

Då Tyskland på grund av kriget till stora delar var stängt för import hade den nya koncernen ideala utgångspositioner för erövrandet av den tyska marknaden. Ufas uppdrag vid grundandet förklarades vara produktion av spelfilm, dokumentärfilm, kulturfilm och journalfilmer som skulle göra propaganda för Tyskland i utlandet. Efter att det blivit spänningar mellan grundarna drev Deutsche Bank, som såg affärsmässiga snarare än militäriska intressen, igenom sin syn. Istället för propagandafilmer började man producera underhållningsfilmer som Sumurun (Ernst Lubitsch, 1920). 1921 privatiserades Ufa som vuxit till att vara det företag som producerades majoriteten av de tyska filmerna. Från 1922 hade man stora ateljéer i Potsdam-Babelsberg och Berlin-Tempelhof till förfogande, som byggdes ut 1926 genom byggandet av Europas då största ateljéhall. Efter att Erich Pommer blivit chef för alla produktionsområden och upptäckte och byggde upp flera stjärnor, bland dem Emil Jannings, Pola Negri, Conrad Veidt och Lya de Putti, fick Ufa ytterligare ett uppsving. Filmer som Dr. Mabuse (1922), Die Nibelungen (1924) och Faust (1926) gjorde Ufa till direkt konkurrent till Hollywood.

### Under nazistregimen 1933–1945

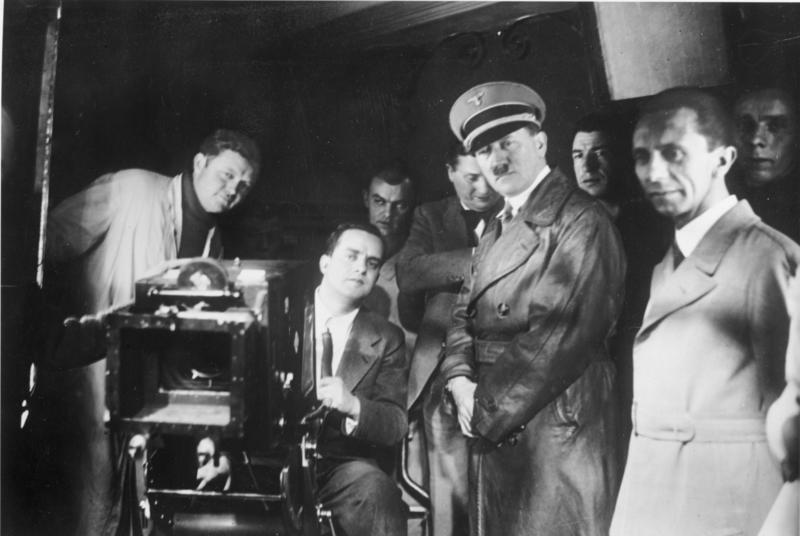
Hitler och Goebbels besöker Ufa 1935.

Filmbolaget Ufa tillhörde den stora skara inom tysk massmedia som genom sin nationalistiska och antirepublikanska hållning röjde vägen för nationalsocialismen. Bolaget producerade en mängd patriotiska och nationalistiska (men inte nationalsocialistiska) filmer. Ufa:s styrelseordförande Alfred Hugenberg var även ordförande för det radikalkonservativa Tysknationella folkpartiet; 1933 blev han minister i Adolf Hitlers första regering. Hugenberg avgick dock efter ett par månader.
Efter nazisternas maktövertagande kom Ufa att användas som ett av nazistregimens främsta propagandavapen. Ufa, liksom hela filmindustrin, förelades av propagandaminister Joseph Goebbels riktlinjerna för den nazistiska filmpolitiken: Filmernas innehåll skulle följa den nationalsocialistiska ideologin. Censuren och den statliga kontrollen av filmproduktionen skulle förstärkas. Filmindustrin skulle också ariseras - våren 1933 avskedades Ufa:s alla judiska medarbetare.
Den 10 januari 1942 förstatligades samtliga tyska filmbolag; de sammanfördes i koncernen Ufa-Film GmbH.
Ufa och dess dotterbolag producerade komedier, dramer, krigsfilmer, kärleksfilmer etc., alla i nationalsocialistisk anda.  Bolaget gjorde också ett par svulstiga patriotiska mastodontfilmer i historisk miljö; två filmprojekt initierade av Goebbels -  Der große König (1942) om Fredrik II av Preussen och Kolberg (1945), som utspelar sig under Napoleonkrigen. Båda filmerna regisserades av Veit Harlan.
En av Ufa:s största stjärnor under denna era var Zarah Leander.

### Efter krigsslutet 1945
I april 1945 intog sovjetiska styrkor Berlin, även området Babelsberg där Ufa hade sina filmstudior. Ett år senare grundades det östtyska filmbolaget DEFA (Deutsche Film AG). Redan 1945/46 spelades den första filmen in - Mördarna finns mitt ibland oss.
I Västtyskland tog det många år med många inblandade (amerikaner, engelsmän och tyskar) innan privatiseringen av UFA blev klar. Det nya bolaget Universum-Film AG:s första film gjordes 1955.

## Ufa efter 1964
Sedan 1964 ingår Ufa, senare UFA Film & TV Produktion GmbH, i Bertelsmann-koncernen. 1972 såldes biografdelen och ingår sedan dess i det australiska företaget AHL. UFA Film & TV Produktion GmbH koncentrerar sig på TV-produktion. Dotterbolag till Ufa är UFA Entertainment, UFA Fernsehproduktion / UFA Filmproduktion, Grundy Light Entertainment, Grundy UFA, Phoenix Film och teamWorx. Rättigheterna till "gamla" Ufas produktion ligger hos Friedrich Wilhelm Murnau-Stiftung som lagrar och restaurerar filmerna.

## Några av Ufas filmproduktioner i urval
- 1922 Dr. Mabuse, der Spieler, Regi: Fritz Lang
- 1924 Die Nibelungen, Regi: Fritz Lang
- 1926 Faust, Regi: F.W. Murnau
- 1927 Metropolis, Regi: Fritz Lang
- 1929 Frau im Mond, Regi: Fritz Lang
- 1930 Der blaue Engel, Regi: Josef von Sternberg
- 1930 Die drei von der Tankstelle, Regi: Wilhelm Thiele
- 1931 Der Kongreß tanzt, Regi: Erik Charell
- 1937 Der Mann, der Sherlock Holmes war Regi: Karl Hartl
- 1937 Zu neuen Ufern, Regi: Detlef Sierck
- 1941 Frauen sind doch bessere Diplomaten , Regi: Georg Jacoby; (den första tyska färgfilmen)
- 1942 Die große Liebe, Regi: Rolf Hansen
- 1942 Der große König, Regi Veit Harlan
- 1943 Münchhausen, Regi: Josef von Baky
- 1943 Titanic, Regi: Werner Klingler, Herbert Selpin
- 1944 Die Frau meiner Träume, Regi: Georg Jacoby
- 1944 Die Feuerzangenbowle , Regi: Helmut Weiss
- 1945 Kolberg, Regi: Veit Harlan; (propagandafilm gjord strax innan Tredje rikets sammanbrott)

## Filmstjärnor hos Ufa
Kända skådespelare som verkat hos Ufa:

- Brigitte Helm
- Hans Albers
- Albert Bassermann
- Marlene Dietrich
- Willy Fritsch
- Gustav Fröhlich
- Heinrich George
- Lilian Harvey
- Emil Jannings
- Werner Krauss
- Zarah Leander
- Renate Müller
- Heinz Rühmann
- Marika Rökk
- Kristina Söderbaum
- Hermann Thimig
- Olga Tjechova
- Käthe von Nagy
- Paul Wegener